# Duc pescador de Malàisia
El duc pescador de Malàisia (Ketupa ketupu) és una espècie d'ocell de la família dels estrígids (Strigidae). Habita vegetació de ribera, camps d'arròs i manglars de l'oest i sud de Myanmar, Indoxina la Península Malaia, Sumatra i les petites illes properes, Borneo, Java i Bali. El seu estat de conservació es considera de risc mínim.